# Haushaltsorganisationstraining
Haushaltsorganisationstraining (Eigenschreibweise HOT – das HaushaltsOrganisationsTraining) ist in Deutschland ein Angebot der Unterstützung für Familien, das in den Jahren 2000 bis 2003 im Rahmen eines Bundesprojektes vom Deutschen Caritasverband unter wissenschaftlicher Begleitung entwickelt wurde. HOT wurde als Konzept zur Armutsprävention entwickelt und richtet sich an Familien mit Kindern. Zur Zielgruppe des HOT gehören insbesondere Familien, die sich durch Armut oder Überforderung in einer prekären Situation befinden.

## Ziele und Methoden
Als Ziele des HOT nennt die Caritas „gemeinsam mit der Familie dysfunktionale Haushaltsstrukturen zu verändern, indem neue Verhaltensstrategien erlernt werden; Eltern zu befähigen, ihrer Verantwortung für die Versorgung ihrer Kinder wieder gerecht werden zu können; die Ressourcen der Familie zu mobilisieren und ihre Selbsthilfekräfte zu stärken“.
Im Einzelnen geht es bei diesem Training um Bereiche der Haus- und Familienarbeit. Dazu gehören insbesondere die Versorgung der Kinder (auch des Säuglings und des Kleinkinds), die Umsetzung einer dem Alter der Kinder angemessenen Tagesstruktur (auch unter Berücksichtigung des Schlafbedarfes) und die Organisation des Alltags (einschließlich der Alltagsbürokratie). Hinzu kommen die Sauberkeit und Ordnung in der Wohnung, die Sorge um Gesundheit, Körperpflege und Hygiene einschließlich der Kleider- und Wäschepflege sowie der Einkauf, die Ernährung und die Zubereitung von Mahlzeiten, der Umgang mit Geld und die Vermeidung bzw. Bewältigung von Verschuldung und Überschuldung.
Hausbesuche und Hilfe zur Selbsthilfe sind integrale Bestandteile des Konzepts.

## Umsetzung und Rechtsgrundlage
HOT-Einsätze werden in Kooperation mit Trägern der Kinder- und Jugendhilfe durchgeführt, die diese Einsätze finanzieren. Umgesetzt wird es von Fachdiensten der Familienpflege und der Dorfhilfe. HOT versteht sich als Ergänzung anderer, auf Erziehungs- und Beziehungsunterstützung ausgerichtete familienunterstützende Dienste.
Rechtsgrundlagen des HOT sind:
- § 20 SGB VIII Betreuung und Versorgung des Kindes in Notsituationen
- § 27 SGB VIII Hilfe zur Erziehung
- § 31 SGB VIII Sozialpädagogische Familienhilfe
- § 70 SGB XII Hilfe zur Weiterführung des Haushalts

Weiterbildungsangebote als Helfer für das HOT HaushaltsOrganisationsTraining umfassen u. a. fachliche und methodische Kompetenzen und Techniken des Zeit- und Selbstmanagements.

## Markenrecht
Seit 2006 ist das HaushaltsOrganisationsTraining als Marke beim Deutschen Patent- und Markenamt eingetragen.